# Solna centrum
Solna centrum is een station van de Stockholmse metro dat is geopend op 31 augustus 1975. Het station is onderdeel van de eerste fase van de blauwe route op 6,5 kilometer van Kungsträdgården. Tegenwoordig wordt het station bediend door lijn T11, tot 19 augustus 1985 deed ook lijn T10 dit station aan.

## Ligging

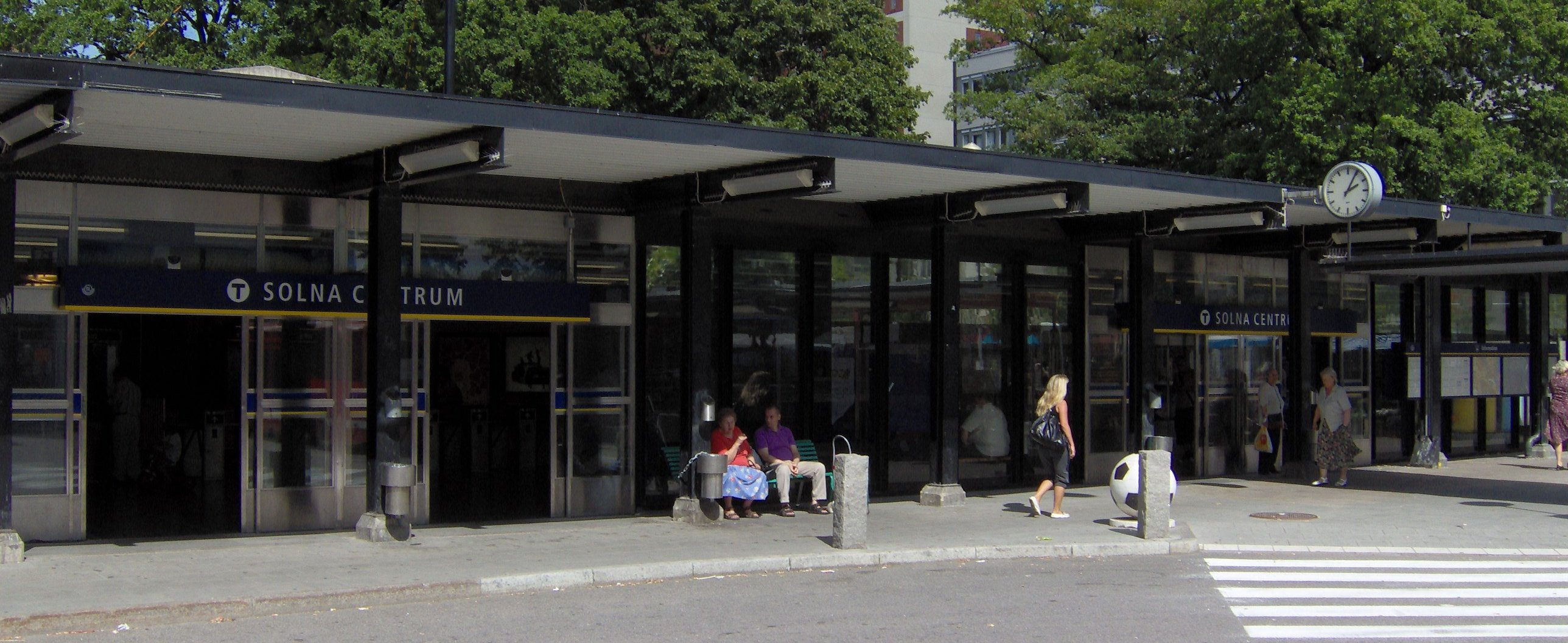
De zuidelijke ingang

Het station ligt 16,6 meter onder zeeniveau en is daarme het op vijf na diepste station van het hele net. Het is gebouwd in een kunstmatige grot op 27 tot 36 meter diepte onder het Skytteholmpark. Er zijn twee verdeelhallen, die aan de noordkant ligt ondergronds tussen de Försundaleden en de Centrumslingan bij het voormalige Råsundastadion en biedt aansluiting op de Tvärbanan. De zuidelijke ingang ligt aan de zuidkant van het park aan de Centrumvägen direct naast het winkelcentrum Solna centrum.

## Inrichting
De inrichting van het station is gebaseerd op het thema maatschappelijke onderwerpen in het Zweden van de jaren zeventig van de twintigste eeuw. HIer gaat het dan met name om het milieuvraagstuk en socialeproblemen. Het plafond van de grot is helemaal rood, terwijl de wanden rood en groen geschilderd zijn. De kunstenaars Karl-Olof Bjork, in 1975, en Anders Åberg, in zowel 1975 als in 1992, gaven invulling aan het thema met verschillende schilderingen op de wanden en diverse diorama's in vitrines in het station.

## Foto's

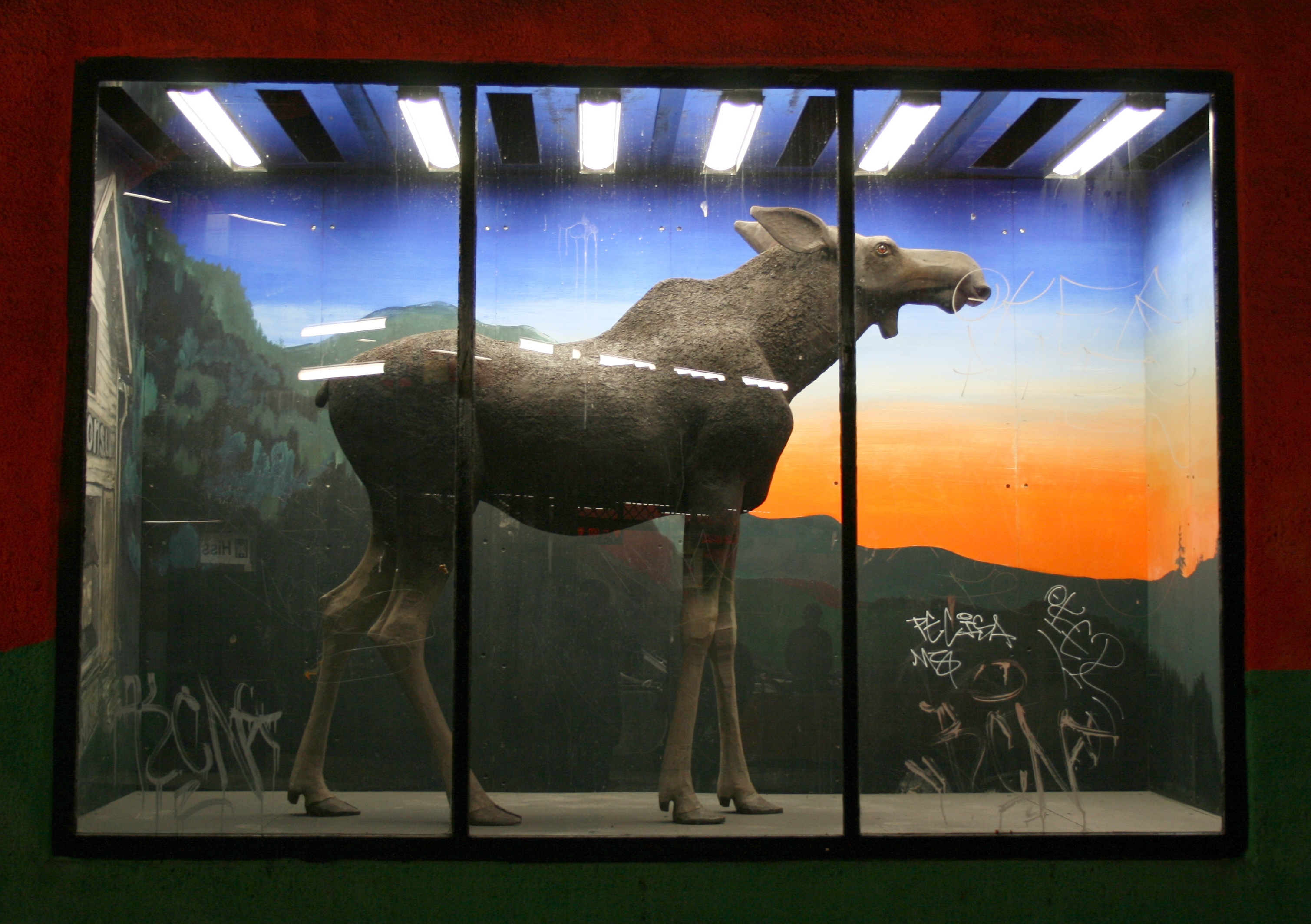
De natuur
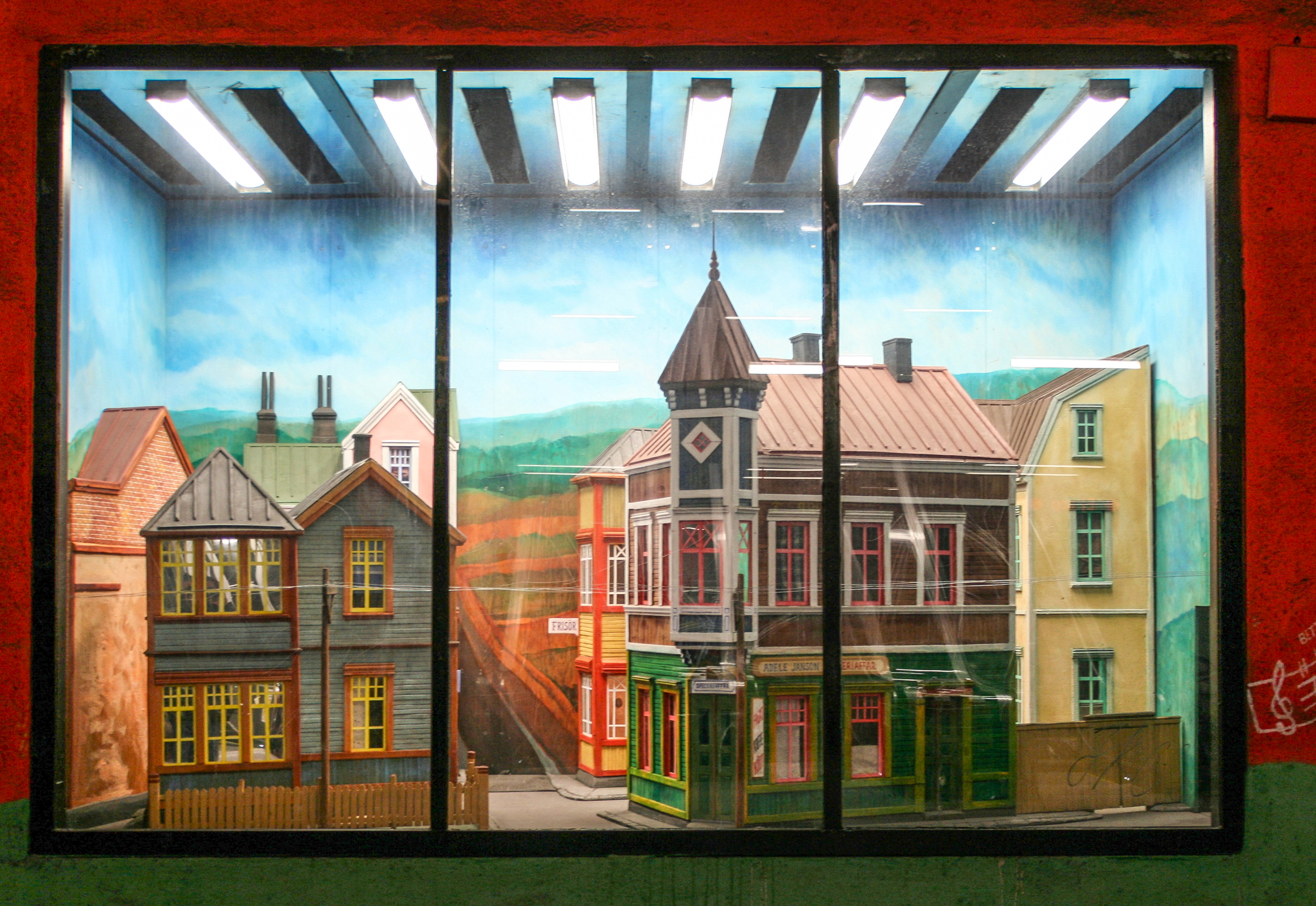
De stad
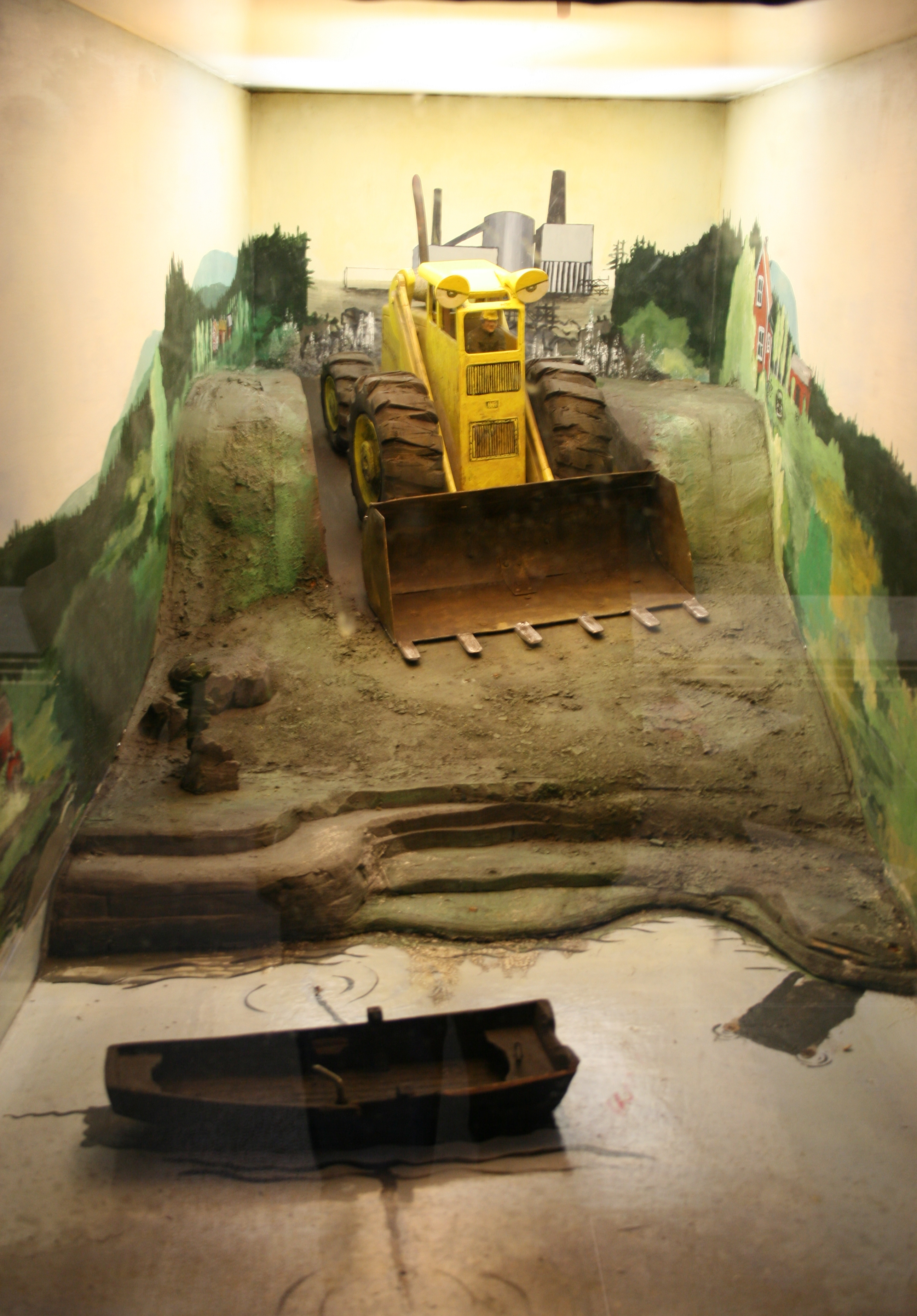
Milieu bederf
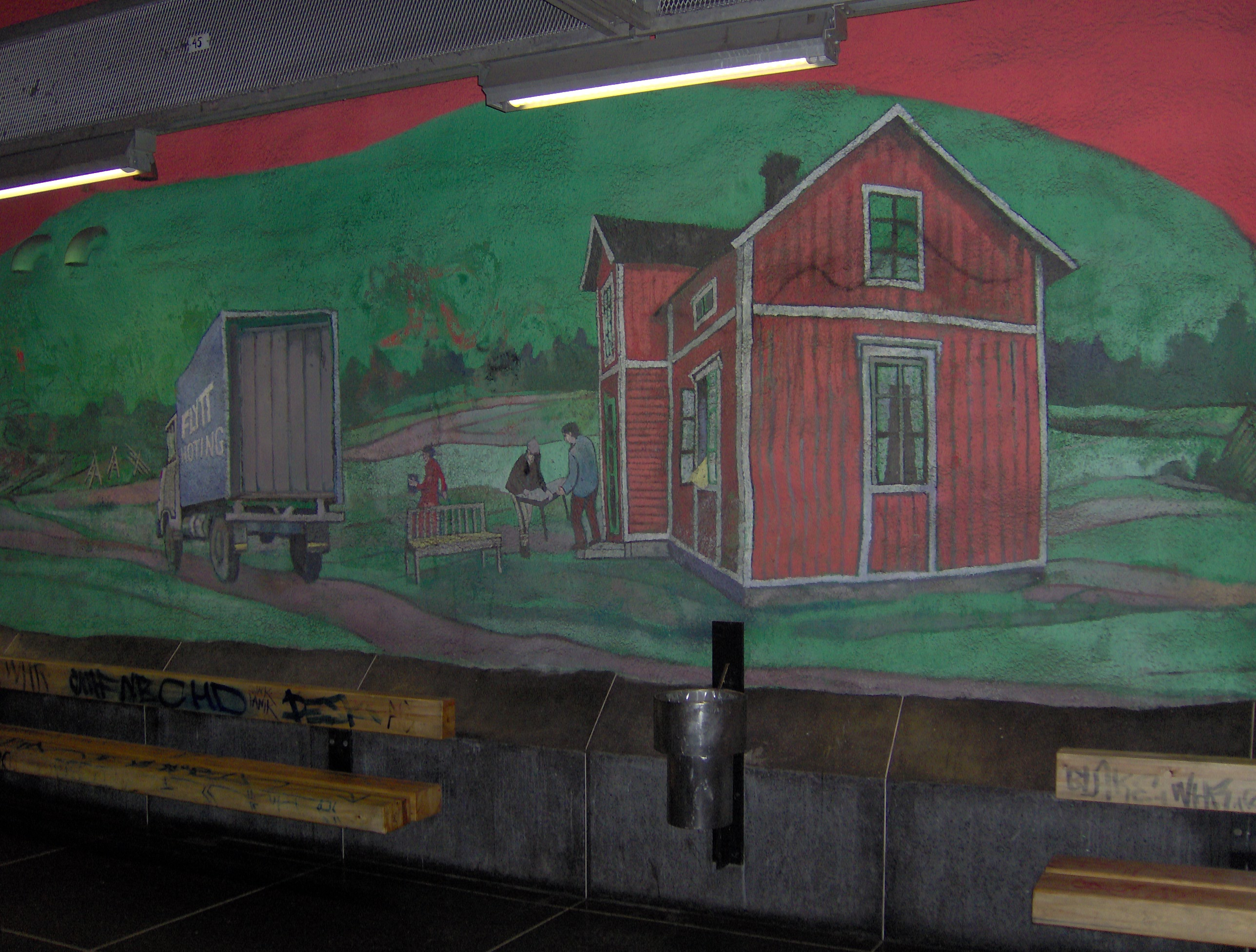
Zweedse platteland

(Barkarby) ·
(Barkarbystaden)·
Akalla ·
Husby ·
Kista · 
(Kymlinge) · 
Hallonbergen · 
Näckrosen ·
Solna centrum · 
Västra skogen · 
Stadshagen ·
Fridhemsplan · 
Rådhuset ·
T-Centralen ·
Kungsträdgården · 
(Sofia) ·
(Gullmarsplan)·  
(Slakthuset) ·
(Sockenplan) ·
(Svedmyra) ·
(Stureby) ·
(Bandhagen) ·
(Högdalen) ·
(Rågsved) ·
(Hagsätra) ·
(Älvsjö)